# 永願寺 (世田谷区)
永願寺（えいがんじ）は、東京都世田谷区にある真宗大谷派の寺院。「烏山寺町」を構成する26の寺院の1つである。

## 概要
1617年（元和3年）、浄林坊浄順によって開山された。
浄順は越後国高田（現・新潟県上越市）の武士出身で、神田に寺を創建した。その後1766年（明和3年）に浅草清島町（現・台東区東上野）に移転した。
1923年（大正12年）の関東大震災で、建物は焼失したものの、本尊の阿弥陀如来像や聖徳太子七高僧絵像や過去帳は無事であった。1936年（昭和11年）、現在地に移転した。

## 交通アクセス
- 千歳烏山駅より徒歩16分。